# Central Bedeque
Pour les articles homonymes, voir Bédèque.
Central Bedeque est un ancien village dans le Lot 26 du comté de Prince de l'Île-du-Prince-Édouard au Canada.  Le village était au nord de Borden-Carleton. Son industrie primaire était l'agriculture.
Le 17 novembre 2014, Central Bedeque fusionne avec la communauté de Bedeque et devient Bedeque and Area.

## Démographie
| 2001 | 2006 | 2011 | 2016 |
| ---- | ---- | ---- | ---- |
| 186  | 149  | 167  | 159  |

## Histoire
Central Bedeque fut choisi en 1925 et confirmé en 1944. Le village fut établi en 1966. Ces noms précédents étaient Strong's Corner et Weatherbie's Corner puis le nom fut changé en Central Bedeque quand le village fut incorporé.

## Géographie
Central Bedeque est au nord-ouest de Borden-Carleton dans le centre de la province sur la rive sud (face au détroit de Northumberland) et est sur la rivière Dunk.
Central Bedeque tient son nom du village voisin de Bedeque (que d'autres villages voisins ont aussi, comme North Bedeque et Lower Bedeque).  Le nom "Bedeque" peut venir du terme de la nation Micmacs avec plusieurs définitions comme "endroit pour camper au soleil" ou "l'endroit chaud".